# Генриетта Шарлотта Нассау-Идштейнская
Генриетта Шарлотта Нассау-Идштейнская (9 ноября 1693, Идштайн — 8 апреля 1734, Делич) — дворянка из Нассауского дома, герцогиня Саксен-Мерзебурга.

## Биография
Генриетта Шаролотта родилась 9 ноября 1693 года в семье Георга Августа, князя Нассау-Идштейна и Генриетты Доротеи Эттинген-Эттингенской. Из 11 детей в браке только четверо дожили до совершеннолетия.
4 ноября 1711 года в Идштайне Генриетта Шарлотта вышла замуж за Морица Вильгельма Саксен-Мерзебургского. Через 8 лет после заключения брака, 23 июня 1720 года герцогиня родила дочь Фредерику Ульрике, которая умерла через несколько часов после рождения. Несмотря на то, что в официальных источниках Фредерика числится как дочь герцога, существует версия, что её биологическим отцом является Фридрих Карл фон Пёлльниц, гофмаршал Генриетты, с которым на протяжении нескольких лет у неё был роман.
После смерти своего супруга в 1831 году Генриетта Шарлотта переехала в замок в городе Делич, где она проживала с фон Пёлльницем до своей смерти.
Герцогиня Генриетта Шарлотта скончалась 8 апреля 1734 года в возрасте 40 лет. Похоронена в церкви святых Павла и Петра в Деличе.